# David Gil Mohedano
David Gil Mohedano (nascut l'11 de gener de 1994) és un futbolista professional espanyol que juga com a porter pel Cadis CF.

## Carrera de club
Nascut a Madrid, Gil es va formar al planter de l'Atlético de Madrid. Va fer el seu debut com a sènior la temporada 2012–13, jugant deu partits amb l'equip C a Tercera Divisió. Després de ser promogut al filial el 2013, va fer la pretemporada amb el primer equip el juliol de 2014.
El 15 de juliol de 2015 Gil va marxar a un altre equip filial, el Getafe CF B de Segona Divisió B. El 17 de juliol de 2017, va fitxar pel Cadis CF, sent inicialment assignat a l'equip B de quarta divisió.
El 24 d'agost de 2018, Gil va signar una extensió de contracte fins al 2020 i fou promocionat definitivament al primer equip, a Segona divisió. Va fer-hi el seu debut com a professional el 12 de setembre, com a titular en una victòria per 2–1 a fora contra el CD Tenerife, en partit de la Copa del Rei 2019-19.
Gil va fer el debut en Segona divisió el 17 de setembre de 2019, com a titular en una derrota per 0–3 contra l'AD Alcorcón, tot i que va estar la major part de la campanya com a suplent d'Alberto Cifuentes, i finalment l'equip assolí la promoció a La Liga. Va fer el seu debut en la màxima categoria el 12 de setembre de 2020, com a titular en una derrota a casa per 0–2 contra el CA Osasuna.